# Erich Wurzer
Erich Wurzer (* 26. Februar 1913 in Suhl; † 26. November 1986 ebenda) war ein deutscher Bildhauer.

## Leben und Werk
Der Großvater Wurzers war Kunstmaler, sein Vater Stuckateur in Suhl. Bei ihm absolvierte Wurzer eine Ausbildung zum Steinmetz und Stuckateur. 1931 legte er die Meisterprüfung ab. Von 1929 bis 1932 studierte Wurzer an der Kunstgewerbeschule Erfurt, von 1933 bis 1939 an der Akademie der Bildenden Künste München und 1942/1943 an der Hochschule für Baukunst und Bildende Künste Weimar. Bis 1945 nahm er dann als Soldat der Wehrmacht am Zweiten Weltkrieg teil. Nach der Rückkehr aus der Kriegsgefangenschaft arbeitete er in Suhl als freischaffender Bildhauer. Dabei betonte er von Anfang dezidiert seine antifaschistische Haltung. „Durch meine Plastiken vor allem will ich zeigen, wess’ Geistes Kind ich bin und wo ich politisch hingehöre.“ 1948 schuf Wurzer aus Werkstein ein Denkmal für die antifaschistischen Widerstandskämpfer aus Suhl-Heinrichs, das auf dem dortigen Friedhof steht.
In der Folgezeit fertigte Wurzer, zumeist als Auftragsarbeiten, vor allem Plastiken für den öffentlichen Raum, Kleinplastiken und Porträtbüsten von Persönlichkeiten, die in der DDR politisch oder aus anderen Gründen als Vorbilder galten, u. a. Artur Becker, Friedrich Fröbel, Juri Gagarin, Lenin, Philipp Müller, Wilhelm Pieck, Fritz Sattler, Ernst Thälmann und Konstantin Ziolkowski.
Mehrere dieser Werke gingen nach der deutschen Wiedervereinigung verloren oder wurden zerstört. Als Auftragsarbeiten der Deutschen Hochschule für Körperkultur Leipzig schuf Wurzer einige Plastiken zu Themen des Sports. Wie Arbeiten weiterer namhafter Künstler wurden Kleinplastiken Wurzers ab 1957 von der Wallendorfer Porzellanmanufaktur als preiswerte Porzellanfiguren reproduziert.
Wurzer gehörte seit dessen Gründung dem Verband Bildender Künstler der DDR (VBK) an. Obwohl er einer der wichtigsten bildenden Künstlern des Bezirks Suhl war, ist er nach der deutschen Wiedervereinigung, auch wegen seiner demonstrativen Identifikation mit dem Staat der DDR, weitgehend in Vergessenheit geraten.
Wurzer starb nach langer, schwerer Krankheit.

## Ehrungen (Auswahl)
- 1963: Max-Reger-Preis
- 1982: Ehrenmitglied des VBK
- 1972: Kunstpreis des Deutschen Turn- und Sportbunds DTSB
- 1984: Vaterländischer Verdienstorden in Gold

## Werke (Auswahl)

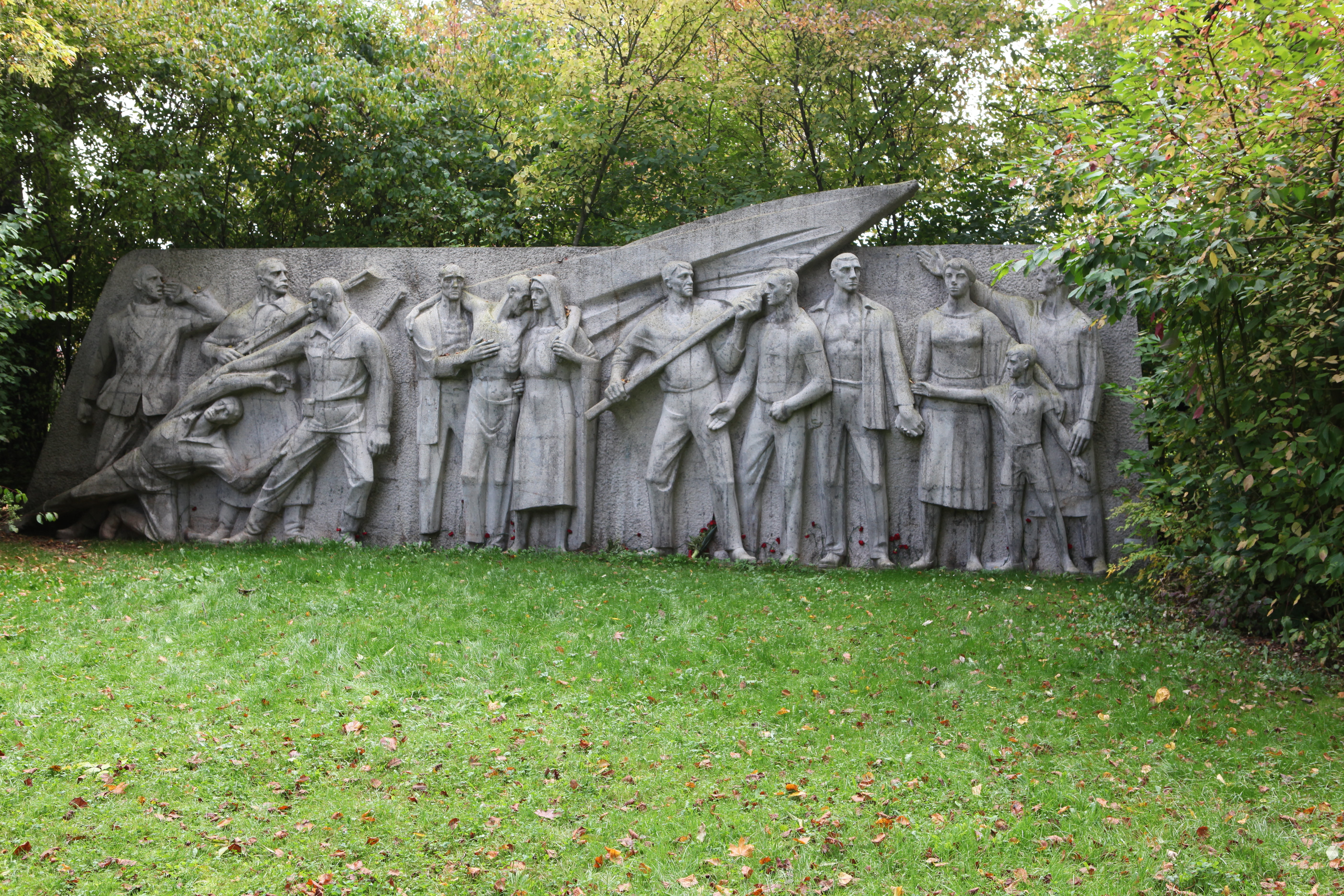
Reliefwand Kämpfer gegen Faschismus im Stadtpark Suhl

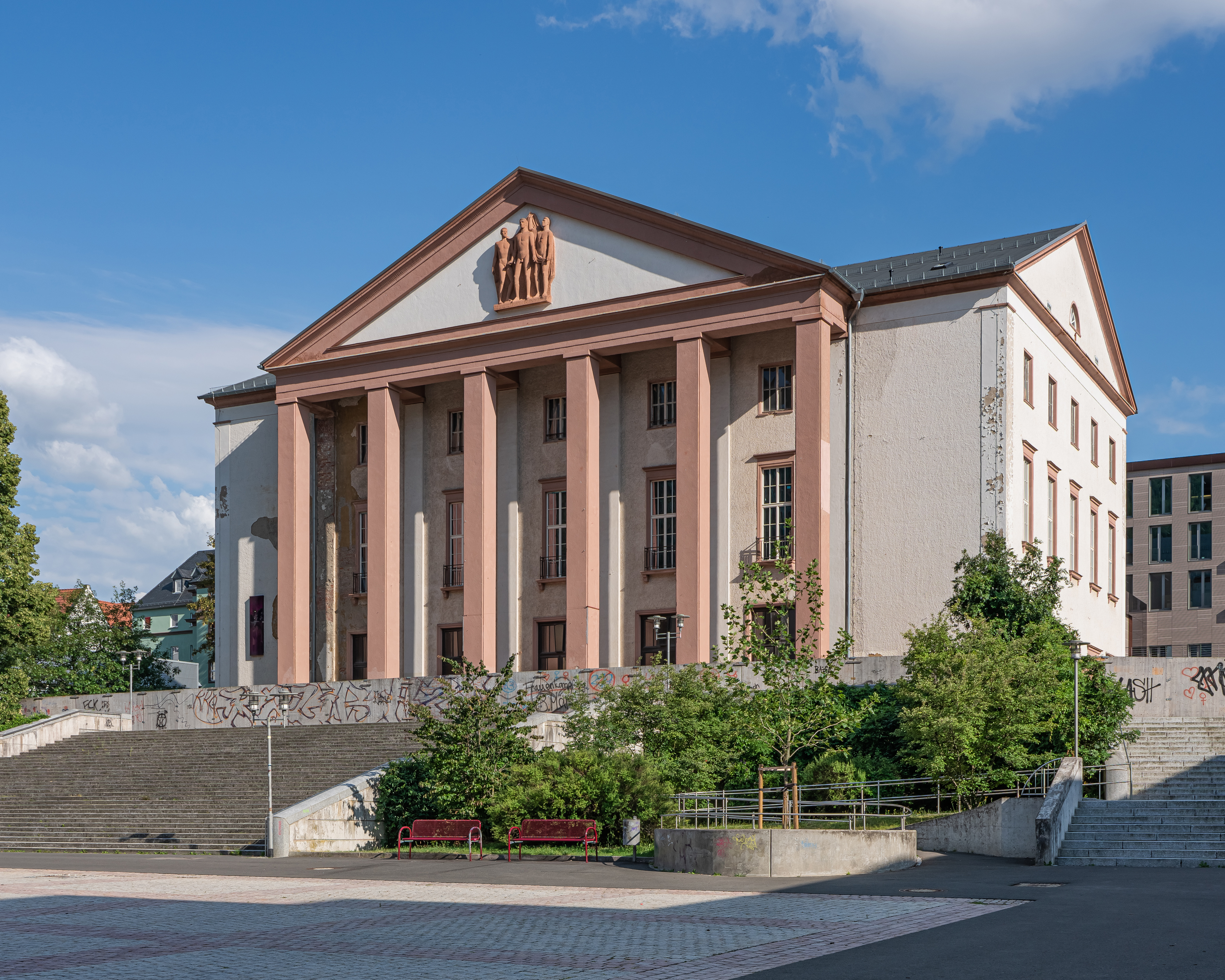
Ehemaliges Kulturhaus Suhl mit Figurengruppe im Giebeldreieck

### Werke im öffentlichen Raum
- Rosa Luxemburg und Karl Liebknecht (Stele, Rochlitzer Porphyr, 1956, Stadtpark Suhl)[4]
- Der Mahner (Statue; Denkmal für die Opfer des Faschismus, 1958; Rathenaupark Bad Salzungen)[5]
- Kämpfer gegen Faschismus (Reliefwand, 1963; seit 1978 im Stadtpark Suhl)[6]
- Denkmal für die Opfer des Nationalsozialismus aus der Ilmenauer Arbeiterbewegung (1972; Stadtpark Ilmenau; Entwurf mit Wolfgang Rommel)
- Bär mit Ball (Kunststein, gegossen, um 1972; Berlin, Spielplatz Traberweg)[7]

### Statuetten
- Große Wäsche (Sitzfigur, Terrakotta, getönt, um 1958)[8]
- Wasserscheue (Bronze, Höhe 61 cm, 1967)[9]
- Am Schwebebalken (1971/1972)[10]
- Morgengymnastik (Bronze, 1972)[11]

### Baugebundenes Werk
- Figurengruppe am Giebeldreieck über dem Haupteingang des damaligen Kulturhauses in Suhl (um 1957)

## Ausstellungen (mutmaßlich unvollständig)

### Einzelausstellung
- 1983: Suhl, Galerie im Steinweg (mit Werner Schwarz)

### Ausstellungsbeteiligungen
- 1958/1959, 1962/1963 und 1972/1973: Dresden, Vierte, Fünfte und VII. Kunstausstellung der DDR
- 1971, 1975, 1979 und 1984: Suhl, Bezirkskunstausstellungen
- 1971: Berlin, Altes Museum („Das Antlitz der Arbeiterklasse in der bildenden Kunst der DDR“)
- 1974: Erfurt („Kunst für uns“)
- 1975: Wanderausstellung „Kleinplastik und Grafik“
- 1976: Karl-Marx-Stadt, Städtische Museen („Jugend und Jugendobjekte im Sozialismus“)
- 1977: Leipzig, Messehaus am Markt („Kunst und Sport“)
- 1979: Berlin, Altes Museum („Jugend in der Kunst“)
- 1981: Dresden, Ausstellungszentrum am Fučík-Platz („25 Jahre NVA“)
- 1986/1987: Suhl („Das sicher sei, was uns lieb ist“. Ausstellung zum 40. Jahrestag der Gründung der Grenztruppen der DDR)